# Diplotaxis illustris
Diplotaxis illustris är en skalbaggsart som beskrevs av Henry Clinton Fall 1909. Diplotaxis illustris ingår i släktet Diplotaxis och familjen Melolonthidae. Inga underarter finns listade i Catalogue of Life.